# Ferrovia Friburgo-Yverdon
La ferrovia Friburgo-Yverdon (nota anche come ligne de la Broye transversale) è una linea ferroviaria a scartamento normale della Svizzera.

## Storia
La ferrovia fu concessa dai cantoni Friburgo e Vaud ad un comitato intercantonale nel 1872; le concessioni vennero cedute alla Chemins de fer de la Suisse Occidentale (SO) l'anno successivo. Il primo progetto prevedeva un tracciato che da Payerne si dirigeva verso Rosé (tra Matran e Neyruz, 11 km a sud di Friburgo), ma venne sostituito da un percorso diretto verso Friburgo.
La tratta Friburgo-Payerne aprì il 25 agosto 1876, contemporaneamente alla linea Palézieux-Morat; il resto della linea aprì il 1º febbraio 1877.
La linea seguì le vicissitudini della società concessionaria, fusasi nella Suisse-Occidentale-Simplon (SOS) nel 1881, a sua volta confluita nella Compagnia del Giura-Sempione (JS) nel 1890 e nazionalizzata nel 1903: da allora fa parte della rete delle Ferrovie Federali Svizzere (FFS).
Il 1º agosto 1945 fu elettrificata la tratta Yverdon-Payerne; il resto della linea venne elettrificato il 4 maggio 1947.

## Caratteristiche
La ferrovia, a scartamento normale, è lunga 49,92 km, è elettrificata a corrente alternata monofase con la tensione di 15.000 V alla frequenza di 16,7 Hz; la pendenza massima è del 20 per mille. È interamente a binario unico.

### Percorso
| Continuation backward |

| Station on track |

| Unknown route-map component "hKRZWae" |

| Unknown route-map component "CONTgq" | Unknown route-map component "ABZgr" |  |

| Stop on track |

| Unknown route-map component "hKRZWae" |

| Station on track |

| Stop on track |

| Station on track |

| Station on track |

| Unknown route-map component "hKRZWae" |

| Unknown route-map component "CONTgq" | Unknown route-map component "ABZg+r" |  |

| Station on track |

|  | Unknown route-map component "ABZgl" | Unknown route-map component "CONTfq" |

| Stop on track |

| Stop on track |

| Stop on track |

| Station on track |

| Stop on track |

|  | Unknown route-map component "ABZg+l" | Unknown route-map component "CONTfq" |

| Stop on track |

| Station on track |

| Unknown route-map component "SKRZ-Ao" |

|  | Unknown route-map component "ABZg+l" | Unknown route-map component "CONTfq" |

| Station on track |

| Continuation forward |

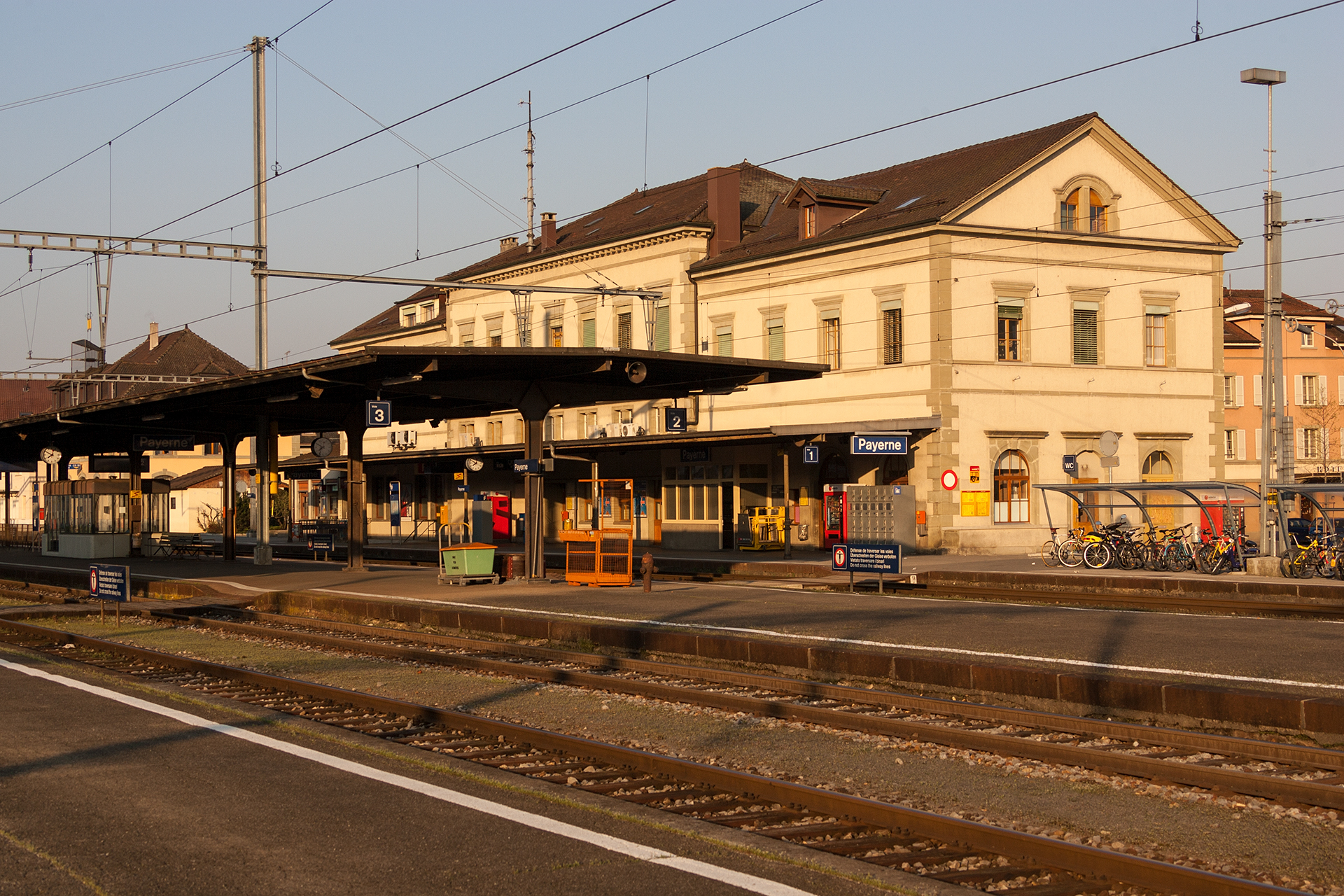
La stazione di Payerne

La linea parte dalla stazione di Friburgo, sulla ferrovia Losanna-Berna, da cui si distacca dopo poco più di 1 km. Di lì la ferrovia supera l'autostrada A12 e tocca Givisiez, la cui stazione è stata ricostruita nel 2019 permettendo la fermata anche ai treni della linea TPF per Morat e Ins. La ferrovia prosegue in direzione ovest attraversando la regione della Broye, allacciandosi a Payerne alla linea della Broye longitudinale e attraversando il fiume Broye poco dopo. A Estavayer-le-Lac la linea costeggia il lago di Neuchâtel, che segue fino al capolinea situato nella stazione di Yverdon-les-Bains, comune alla ferrovia Losanna-Olten e alla linea a scartamento ridotto per Sainte-Croix.